# Aglossochloris
Aglossochloris là một chi bướm đêm thuộc họ Geometridae.

## Các loài
- Aglossochloris albosagittata
- Aglossochloris correspondens
- Aglossochloris crucigerata
- Aglossochloris euryrithra
- Aglossochloris fulminaria
- Aglossochloris hammeri
- Aglossochloris hazara
- Aglossochloris mabillei
- Aglossochloris radiata
- Aglossochloris recta